# Eucalyptus antipolitensis
Eucalyptus antipolitensis är en myrtenväxtart som beskrevs av Trabut. Eucalyptus antipolitensis ingår i släktet Eucalyptus och familjen myrtenväxter. Inga underarter finns listade i Catalogue of Life.